# Phenomena
Phenomena is een Italiaanse film uit 1985 onder regie van Dario Argento.
Jennifer Connelly speelde hier haar eerste hoofdrol. Ze werd gevraagd voor de rol, nadat Argento haar had gezien en onder de indruk was van haar bijrol in Sergio Leone's Once Upon a Time in America.

## Synopsis
Jennifer Corvino (Connelly) wordt overgeplaatst naar een exclusieve Zwitserse kostschool, de Richard Wagner Academy for Girls. Hier komt ze erachter dat ze het vermogen heeft om met insecten te communiceren. Dit ongewone vermogen zou haar weleens kunnen helpen om een serie moorden op te lossen die er op dat moment gaande zijn rondom de kostschool.
Ze vraagt hulp bij een bekende Schotse entomoloog (Donald Pleasence) die zich ook met de moordonderzoeken bezighoudt.

## Rolverdeling
| Acteur               | Personage                                       |
| -------------------- | ----------------------------------------------- |
| Jennifer Connelly    | Jennifer Corvino                                |
| Daria Nicolodi       | Frau Brückner                                   |
| Donald Pleasence     | Professor John McGregor                         |
| Dalila Di Lazzaro    | Directrice Richard Wagner Academy for Girls     |
| Patrick Bauchau      | Inspecteur Rudolf Geiger, Kantonspolizei Zürich |
| Fiore Argento        | Vera Brandt                                     |
| Federica Mastroianni | Sophie                                          |
| Kaspar Capparoni     | Karl, Sophie's vriendje                         |
| Fiorenza Tessari     | Gisela Sulzer                                   |
| Fulvio Mingozzi      | Herr Sulzer                                     |
| Mario Donatone       | Morris Shapiro                                  |
| Francesca Ottaviani  | Verpleegster                                    |
| Michele Soavi        | Kurt, Geigers assistent                         |
| Davide Marotta       | Patau Brückner, Frau Brückners zoon             |
| Alberto Cracco       | Bankmedewerker                                  |
| Antonio Maimone      | EEG-arts                                        |
| Francesca Ottaviani  | Zuster                                          |
| Franco Trevisi       | Makelaar                                        |
| Fausta Avelli        | Kostschoolmeisje                                |
| Marta Biuso          | Kostschoolmeisje                                |
| Marisa Simonetti     | Kostschoolmeisje                                |
| Geraldine Thomas     | Kostschoolmeisje                                |
| Franca Berdini       | Lerares                                         |
| Tanga                | Inga, chimpansee van professor McGregor         |

## Soundtrack

### Tracklijst
1. "Phenomena" – Claudio Simonetti featuring Pina Magri (4:24)
2. "Flash of the Blade" – Iron Maiden (4:08) (van Powerslave, 1984)
3. "Jennifer" – Goblin (3:50)
4. "The Quick and the Dead" – Sex Gang Children (3:32)
5. "You Don't Know Me" – Sex Gang Children (2:35)
6. "Two Tribes" * – Frankie Goes to Hollywood (3:21)
7. "Follie" * – Goblin (3:47)
8. "The Wind" – Goblin ft. Pina Magri (1:16)
9. "Valley" – Bill Wyman & Terry Taylor (4:30)
10. "Transmute" * – Goblin (2:25)
11. "Sleepwalking" – Goblin (3:50)
12. "Locomotive" – Motörhead (3:21) (van No Remorse, 1984)
13. "Jennifer's Friend" – Goblin (3:27)
14. "The Maggots" – Simon Boswell (1:36)
15. "The Naked and the Dead" – Sex Gang Children (2:46)